# Riverdale (Nueva Jersey)
Riverdale es un borough ubicado en el condado de Morris en el estado estadounidense de Nueva Jersey. En el año 2010 tenía una población de 3,559 habitantes y una densidad poblacional de 1,405 personas por km².

## Geografía
Riverdale se encuentra ubicado en las coordenadas 40°59′43″N 74°18′49″O / 40.99528, -74.31361.

## Demografía
Según la Oficina del Censo en 2000 los ingresos medios por hogar en la localidad eran de $71,083 y los ingresos medios por familia eran $79,557. Los hombres tenían unos ingresos medios de $50,457 frente a los $41,420 para las mujeres. La renta per cápita para la localidad era de $31,187. Alrededor del 5.3% de la población estaba por debajo del umbral de pobreza.